# Маццоне, Фабио
Фабио Маццоне (итал. Fabio Mazzone; 13 марта 1989 года, Бари, Италия) — итальянский футбольный тренер.

## Биография
В качестве футболиста выступал за коллективы низших итальянских лиг. Став тренером, долгое время работал в Англии, где он трудился с молодежными командами «Барнета» и «Куинз Парк Рейнджерс». С 2020 года специалист тренирует в Литве. Он являлся наставником ДФК «Дайнава». В конце 2020 года команда под руководством Маццоне перешла в А Лигу — высший дивизион страны. В нем коллектив провел под руководством итальянца восемь игр, в которых ни разу не победил (три ничьих, пять поражений). После серии неудач Маццоне покинул "Дайцнаву".
В августе 2022 года специалист являлся ассистентом в молодежной сборной Литвы и возглавил второй состав клуба «Ритеряй». Через год он вошел в тренерский штаб датского клуба «Фремад Амагер». С его наставником Каритом Фальчем Маццоне ранее вместе работал в других командах.